# Tour de France 2002
Die 89. Tour de France fand vom 6. bis 28. Juli 2002 statt und führte auf 20 Etappen über 3277 km. Es nahmen 189 Rennfahrer daran teil, von denen 153 klassifiziert wurden. Der souveräne vierte Sieg Lance Armstrongs in Folge bei der Tour de France war womöglich sein leichtester. Da Jan Ullrich aufgrund diverser Krisen nicht antrat, hatte der US-Amerikaner im Grunde keine ernst zu nehmende Konkurrenz und dominierte die Rundfahrt mit vier Etappensiegen fast nach Belieben.
Am 22. Oktober 2012 verkündete der Radsportweltverband UCI die Streichung aller Titel Armstrongs seit dem 1. August 1998, darunter auch alle Tour-de-France-Erfolge des Amerikaners. Nachrücker auf den ersten Platz wurden nicht eingesetzt.

## Rennverlauf
In Luxemburg gewann Armstrong zum zweiten Mal nach 1999 den Prolog. Wenige Tage später wurde er im ersten Einzelzeitfahren der Tour überraschend von dem Kolumbianer Santiago Botero geschlagen, seine erste Niederlage bei einem langen Tour-Zeitfahren seit seinem Comeback 1999. Wenige Tage später meldete sich der Amerikaner allerdings mit beeindruckenden Siegen (und starker Unterstützung durch seinen Teamkollegen Roberto Heras, der am Ende Neunter wurde) auf den beiden Pyrenäen-Bergetappen nach La Mongie und zum Plateau de Beille zurück und gab das eroberte Gelbe Trikot bis zum Ziel nicht mehr ab.
Bei beiden Erfolgen überholte Armstrong am letzten Anstieg den Franzosen Laurent Jalabert, der bei seiner "Abschieds-Tour" mit seinen Solofluchten zwar keinen Etappensieg feierte, aber immerhin zum zweiten Mal in Folge das Gepunktete Trikot gewann. Mit Richard Virenque konnte sich ein weiterer französischer Nationalheld in die erlesene Siegerliste am mythischen Mont Ventoux einreihen.
Erik Zabel gewann eine Etappe und trug einen Tag lang das Gelbe Trikot, musste aber nach sechs Jahren im Grünen Trikot den Titel des besten Sprinters an den Australier Robbie McEwen abgeben.

## Etappen
| Etappen    | Tag      | Start – Ziel                       | km         | Etappensieger      | Gelbes Trikot          |
| ---------- | -------- | ---------------------------------- | ---------- | ------------------ | ---------------------- |
| Prolog     | 6. Juli  | Luxemburg (L)                      | 7 (EZF)    | Lance Armstrong    | Lance Armstrong        |
| 1. Etappe  | 7. Juli  | Luxemburg – Luxemburg              | 192,5      | Rubens Bertogliati | Rubens Bertogliati     |
| 2. Etappe  | 8. Juli  | Luxemburg – Saarbrücken (D)        | 181        | Óscar Freire       | Rubens Bertogliati     |
| 3. Etappe  | 9. Juli  | Metz – Reims                       | 174,5      | Robbie McEwen      | Erik Zabel             |
| 4. Etappe  | 10. Juli | Épernay – Château-Thierry          | 67,5 (MZF) | ONCE               | Igor González Galdeano |
| 5. Etappe  | 11. Juli | Soissons – Rouen                   | 195        | Jaan Kirsipuu      | Igor González Galdeano |
| 6. Etappe  | 12. Juli | Forges-les-Eaux – Alençon          | 199,5      | Erik Zabel         | Igor González Galdeano |
| 7. Etappe  | 13. Juli | Bagnoles-de-l’Orne – Avranches     | 176        | Bradley McGee      | Igor González Galdeano |
| 8. Etappe  | 14. Juli | Saint-Martin-de-Landelles – Plouay | 217,5      | Karsten Kroon      | Igor González Galdeano |
| 9. Etappe  | 15. Juli | Lanester – Lorient                 | 52 (EZF)   | Santiago Botero    | Igor González Galdeano |
| Ruhetag    |          |                                    |            |                    |                        |
| 10. Etappe | 17. Juli | Bazas – Pau                        | 147        | Patrice Halgand    | Igor González Galdeano |
| 11. Etappe | 18. Juli | Pau – La Mongie                    | 158        | Lance Armstrong    | Lance Armstrong        |
| 12. Etappe | 19. Juli | Lannemezan – Plateau de Beille     | 199,5      | Lance Armstrong    | Lance Armstrong        |
| 13. Etappe | 20. Juli | Lavelanet – Béziers                | 171        | David Millar       | Lance Armstrong        |
| 14. Etappe | 21. Juli | Lodève – Mont Ventoux              | 221        | Richard Virenque   | Lance Armstrong        |
| Ruhetag    |          |                                    |            |                    |                        |
| 15. Etappe | 23. Juli | Vaison-la-Romaine – Les Deux Alpes | 226,5      | Santiago Botero    | Lance Armstrong        |
| 16. Etappe | 24. Juli | Les Deux Alpes – La Plagne         | 179,5      | Michael Boogerd    | Lance Armstrong        |
| 17. Etappe | 25. Juli | Aime – Cluses                      | 142        | Dario Frigo        | Lance Armstrong        |
| 18. Etappe | 26. Juli | Cluses – Bourg-en-Bresse           | 176,5      | Thor Hushovd       | Lance Armstrong        |
| 19. Etappe | 27. Juli | Régnié-Durette – Mâcon             | 50 (EZF)   | Lance Armstrong    | Lance Armstrong        |
| 20. Etappe | 28. Juli | Melun – Paris                      | 144        | Robbie McEwen      | Lance Armstrong        |

## Trikots im Tourverlauf
Die Tabelle zeigt den Führenden in der jeweiligen Wertung zu Beginn der jeweiligen Etappe an.
| Etappe      | Gelbes Trikot      | Grünes Trikot   | Gepunktetes Trikot | Weißes Trikot      | Teamwertung |
| ----------- | ------------------ | --------------- | ------------------ | ------------------ | ----------- |
| 01. Etappe  | Lance Armstrong    | Lance Armstrong | nicht vergeben     | David Millar       | CSC-Tiscali |
| 02. Etappe  | Rubens Bertogliati | Erik Zabel      | Christophe Mengin  | Rubens Bertogliati | CSC-Tiscali |
| 03. Etappe  | Rubens Bertogliati | Erik Zabel      | Stéphane Berges    | Rubens Bertogliati | CSC-Tiscali |
| 04. Etappe  | Erik Zabel         | Erik Zabel      | Christophe Mengin  | Rubens Bertogliati | CSC-Tiscali |
| 05. Etappe  | Igor G de Galdeano | Erik Zabel      | Christophe Mengin  | Isidro Nozal       | ONCE-Eroski |
| 06. Etappe  | Igor G de Galdeano | Erik Zabel      | Christophe Mengin  | Isidro Nozal       | ONCE-Eroski |
| 07. Etappe  | Igor G de Galdeano | Erik Zabel      | Christophe Mengin  | Isidro Nozal       | ONCE-Eroski |
| 08. Etappe  | Igor G de Galdeano | Erik Zabel      | Christophe Mengin  | Isidro Nozal       | ONCE-Eroski |
| 09. Etappe  | Igor G de Galdeano | Erik Zabel      | Christophe Mengin  | Isidro Nozal       | ONCE-Eroski |
| 010. Etappe | Igor G de Galdeano | Erik Zabel      | Christophe Mengin  | David Millar       | ONCE-Eroski |
| 11. Etappe  | Igor G de Galdeano | Robbie McEwen   | Christophe Mengin  | David Millar       | ONCE-Eroski |
| 12. Etappe  | Lance Armstrong    | Erik Zabel      | Patrice Halgand    | Ivan Basso         | ONCE-Eroski |
| 13. Etappe  | Lance Armstrong    | Erik Zabel      | Laurent Jalabert   | Ivan Basso         | ONCE-Eroski |
| 14. Etappe  | Lance Armstrong    | Robbie McEwen   | Laurent Jalabert   | Ivan Basso         | ONCE-Eroski |
| 15. Etappe  | Lance Armstrong    | Robbie McEwen   | Laurent Jalabert   | Ivan Basso         | ONCE-Eroski |
| 16. Etappe  | Lance Armstrong    | Robbie McEwen   | Laurent Jalabert   | Ivan Basso         | ONCE-Eroski |
| 17. Etappe  | Lance Armstrong    | Robbie McEwen   | Laurent Jalabert   | Ivan Basso         | ONCE-Eroski |
| 18. Etappe  | Lance Armstrong    | Robbie McEwen   | Laurent Jalabert   | Ivan Basso         | ONCE-Eroski |
| 19. Etappe  | Lance Armstrong    | Robbie McEwen   | Laurent Jalabert   | Ivan Basso         | ONCE-Eroski |
| 20. Etappe  | Lance Armstrong    | Robbie McEwen   | Laurent Jalabert   | Ivan Basso         | ONCE-Eroski |
| Sieger      | Lance Armstrong    | Robbie McEwen   | Laurent Jalabert   | Ivan Basso         | ONCE-Eroski |

## Ergebnisse

### Gesamtwertung
| \| Gesamtwertung \| Gesamtwertung \| Gesamtwertung \| Gesamtwertung \| Gesamtwertung \| \| Fahrer \| Fahrer \| Land \| Team \| Zeit \| \| ------------- \| ------------------------- \| ------------------ \| ------------------------------- \| ------------- \| \| 1. \| Lance Armstrong \| Vereinigte Staaten \| US Postal Service \| DSQ \| \| 2. \| Joseba Beloki \| Spanien \| ONCE-Eroski \| + 7 min 17 s \| \| 3. \| Raimondas Rumšas \| Litauen \| Lampre-Daikin \| + 8 min 17 s \| \| 4. \| Santiago Botero \| Kolumbien \| Kelme-Costa Blanca \| + 13 min 10 s \| \| 5. \| Igor González de Galdeano \| Spanien \| ONCE-Eroski \| + 13 min 54 s \| \| 6. \| José Azevedo \| Portugal \| ONCE-Eroski \| + 15 min 44 s \| \| 7. \| Francisco Mancebo \| Spanien \| iBanesto.com \| + 16 min 05 s \| \| 8. \| Levi Leipheimer \| Vereinigte Staaten \| Rabobank \| DSQ \| \| 9. \| Roberto Heras \| Spanien \| US Postal Service \| + 17 min 18 s \| \| 10. \| Carlos Sastre \| Spanien \| CSC-Tiscali \| + 19 min 05 s \| \| 11. \| Ivan Basso \| Italien \| Fassa Bortolo \| + 19 min 18 s \| \| 12. \| Michael Boogerd \| Niederlande \| Rabobank \| + 20 min 33 s \| \| 13. \| David Moncoutié \| Frankreich \| Cofidis-Le Crédit par Téléphone \| + 21 min 08 s \| \| 14. \| Massimiliano Lelli \| Italien \| Cofidis-Le Crédit par Téléphone \| + 27 min 51 s \| \| 15. \| Tyler Hamilton \| Vereinigte Staaten \| CSC-Tiscali \| + 28 min 36 s \| \| 16. \| Richard Virenque \| Frankreich \| Domo-Farm Frites \| + 28 min 42 s \| \| 17. \| Stéphane Goubert \| Frankreich \| Jean Delatour \| + 29 min 51 s \| \| 18. \| Unai Osa \| Spanien \| iBanesto.com \| + 30 min 17 s \| \| 19. \| Nicolas Vogondy \| Frankreich \| Fdjeux.com \| + 32 min 44 s \| \| 20. \| Nicki Sørensen \| Dänemark \| CSC-Tiscali \| + 32 min 56 s \| \| 21. \| Andrei Kiwiljow \| Kasachstan \| Cofidis-Le Crédit par Téléphone \| + 33 min 41 s \| \| 22. \| José Luis Rubiera \| Spanien \| US Postal Service \| + 36 min 43 s \| \| 23. \| Ivan Gotti \| Italien \| Alessio \| + 40 min 16 s \| \| 24. \| Dariusz Baranowski \| Polen \| iBanesto.com \| + 43 min 04 s \| \| 25. \| Dario Frigo \| Italien \| Tacconi Sport \| + 43 min 15 s \| |                           |                    |                                 |               |
| |                           |                    |                                 |               |
| Quelle: ProCyclingStats |                           |                    |                                 |               |
| Gesamtwertung |                           |                    |                                 |               |
| Fahrer | Fahrer                    | Land               | Team                            | Zeit          |
| 1. | Lance Armstrong           | Vereinigte Staaten | US Postal Service               | DSQ           |
| 2. | Joseba Beloki             | Spanien            | ONCE-Eroski                     | + 7 min 17 s  |
| 3. | Raimondas Rumšas          | Litauen            | Lampre-Daikin                   | + 8 min 17 s  |
| 4. | Santiago Botero           | Kolumbien          | Kelme-Costa Blanca              | + 13 min 10 s |
| 5. | Igor González de Galdeano | Spanien            | ONCE-Eroski                     | + 13 min 54 s |
| 6. | José Azevedo              | Portugal           | ONCE-Eroski                     | + 15 min 44 s |
| 7. | Francisco Mancebo         | Spanien            | iBanesto.com                    | + 16 min 05 s |
| 8. | Levi Leipheimer           | Vereinigte Staaten | Rabobank                        | DSQ           |
| 9. | Roberto Heras             | Spanien            | US Postal Service               | + 17 min 18 s |
| 10. | Carlos Sastre             | Spanien            | CSC-Tiscali                     | + 19 min 05 s |
| 11. | Ivan Basso                | Italien            | Fassa Bortolo                   | + 19 min 18 s |
| 12. | Michael Boogerd           | Niederlande        | Rabobank                        | + 20 min 33 s |
| 13. | David Moncoutié           | Frankreich         | Cofidis-Le Crédit par Téléphone | + 21 min 08 s |
| 14. | Massimiliano Lelli        | Italien            | Cofidis-Le Crédit par Téléphone | + 27 min 51 s |
| 15. | Tyler Hamilton            | Vereinigte Staaten | CSC-Tiscali                     | + 28 min 36 s |
| 16. | Richard Virenque          | Frankreich         | Domo-Farm Frites                | + 28 min 42 s |
| 17. | Stéphane Goubert          | Frankreich         | Jean Delatour                   | + 29 min 51 s |
| 18. | Unai Osa                  | Spanien            | iBanesto.com                    | + 30 min 17 s |
| 19. | Nicolas Vogondy           | Frankreich         | Fdjeux.com                      | + 32 min 44 s |
| 20. | Nicki Sørensen            | Dänemark           | CSC-Tiscali                     | + 32 min 56 s |
| 21. | Andrei Kiwiljow           | Kasachstan         | Cofidis-Le Crédit par Téléphone | + 33 min 41 s |
| 22. | José Luis Rubiera         | Spanien            | US Postal Service               | + 36 min 43 s |
| 23. | Ivan Gotti                | Italien            | Alessio                         | + 40 min 16 s |
| 24. | Dariusz Baranowski        | Polen              | iBanesto.com                    | + 43 min 04 s |
| 25. | Dario Frigo               | Italien            | Tacconi Sport                   | + 43 min 15 s |

### Punktewertung
| Punktewertung | Punktewertung    | Punktewertung      | Punktewertung      | Punktewertung |
| Fahrer        | Fahrer           | Land               | Team               | Punkte        |
| ------------- | ---------------- | ------------------ | ------------------ | ------------- |
| 1.            | Robbie McEwen    | Australien         | Lotto-Adecco       | 280 P.        |
| 2.            | Erik Zabel       | Deutschland        | Telekom            | 261 P.        |
| 3.            | Stuart O’Grady   | Australien         | Crédit Agricole    | 208 P.        |
| 4.            | Baden Cooke      | Australien         | Fdjeux.com         | 198 P.        |
| 5.            | Ján Svorada      | Tschechien         | Lampre-Daikin      | 154 P.        |
| 6.            | Lance Armstrong  | Vereinigte Staaten | US Postal Service  | DSQ           |
| 7.            | Thor Hushovd     | Norwegen           | Crédit Agricole    | 103 P.        |
| 8.            | Laurent Brochard | Frankreich         | Jean Delatour      | 99 P.         |
| 9.            | Raimondas Rumšas | Litauen            | Lampre-Daikin      | 92 P.         |
| 10.           | Santiago Botero  | Kolumbien          | Kelme-Costa Blanca | 87 P.         |

### Bergwertung
| Bergwertung | Bergwertung      | Bergwertung        | Bergwertung        | Bergwertung |
| Fahrer      | Fahrer           | Land               | Team               | Punkte      |
| ----------- | ---------------- | ------------------ | ------------------ | ----------- |
| 1.          | Laurent Jalabert | Frankreich         | CSC-Tiscali        | 262 P.      |
| 2.          | Mario Aerts      | Belgien            | Lotto-Adecco       | 178 P.      |
| 3.          | Santiago Botero  | Kolumbien          | Kelme-Costa Blanca | 162 P.      |
| 4.          | Lance Armstrong  | Vereinigte Staaten | US Postal Service  | DSQ         |
| 5.          | Axel Merckx      | Belgien            | Domo-Farm Frites   | 121 P.      |
| 6.          | Joseba Beloki    | Spanien            | ONCE-Eroski        | 115 P.      |
| 7.          | Michael Boogerd  | Niederlande        | Rabobank           | 113 P.      |
| 8.          | Richard Virenque | Frankreich         | Domo-Farm Frites   | 107 P.      |
| 9.          | Carlos Sastre    | Spanien            | CSC-Tiscali        | 97 P.       |
| 10.         | Raimondas Rumšas | Litauen            | Lampre-Daikin      | 96 P.       |

### Nachwuchswertung
| Nachwuchswertung | Nachwuchswertung  | Nachwuchswertung       | Nachwuchswertung                | Nachwuchswertung  |
| Fahrer           | Fahrer            | Land                   | Team                            | Zeit              |
| ---------------- | ----------------- | ---------------------- | ------------------------------- | ----------------- |
| 1.               | Ivan Basso        | Italien                | Fassa Bortolo                   | 82 h 24 min 30 s  |
| 2.               | Nicolas Vogondy   | Frankreich             | Fdjeux.com                      | + 13 min 26 s     |
| 3.               | Christophe Brandt | Belgien                | Lotto-Adecco                    | + 48 min 32 s     |
| 4.               | Sylvain Chavanel  | Frankreich             | Bonjour                         | + 50 min 08 s     |
| 5.               | Isidro Nozal      | Spanien                | ONCE-Eroski                     | + 54 min 09 s     |
| 6.               | Haimar Zubeldia   | Spanien                | Euskaltel-Euskadi               | + 56 min 21 s     |
| 7.               | Wolodymyr Hustow  | Ukraine                | Fassa Bortolo                   | + 58 min 08 s     |
| 8.               | Gerhard Trampusch | Österreich             | Mapei-Quick Step                | + 1 h 32 min 12 s |
| 9.               | David Millar      | Vereinigtes Königreich | Cofidis-Le Crédit par Téléphone | + 1 h 40 min 33 s |
| 10.              | Sandy Casar       | Frankreich             | Fdjeux.com                      | + 1 h 53 min 04 s |

### Mannschaftswertung
| Mannschaftswertung | Mannschaftswertung              | Mannschaftswertung | Mannschaftswertung |
| Team               | Team                            | Land               | Zeit               |
| ------------------ | ------------------------------- | ------------------ | ------------------ |
| 1.                 | ONCE-Eroski                     | Spanien            | 246 h 36 min 14 s  |
| 2.                 | US Postal Service               | Vereinigte Staaten | + 22 min 49 s      |
| 3.                 | CSC-Tiscali                     | Dänemark           | + 30 min 17 s      |
| 4.                 | iBanesto.com                    | Spanien            | + 34 min 06 s      |
| 5.                 | Cofidis-Le Crédit par Téléphone | Frankreich         | + 36 min 19 s      |
| 6.                 | Rabobank                        | Niederlande        | + 40 min 41 s      |
| 7.                 | Jean Delatour                   | Frankreich         | + 1 h 17 min 21 s  |
| 8.                 | Kelme-Costa Blanca              | Spanien            | + 1 h 42 min 22 s  |
| 9.                 | Domo-Farm Frites                | Belgien            | + 1 h 46 min 20 s  |
| 10.                | Fassa Bortolo                   | Italien            | + 2 h 01 min 59 s  |

### Kämpferischster Fahrer
| Kämpferischster Fahrer | Kämpferischster Fahrer | Kämpferischster Fahrer | Kämpferischster Fahrer | Kämpferischster Fahrer |
| Fahrer                 | Fahrer                 | Land                   | Team                   | Punkte                 |
| ---------------------- | ---------------------- | ---------------------- | ---------------------- | ---------------------- |

## Teams und Fahrer
| Nr. | Land               | Name                 | Platz |
| --- | ------------------ | -------------------- | ----- |
| 1   | Vereinigte Staaten | Lance Armstrong      | 1     |
| 2   | Russland           | Wjatscheslaw Jekimow | 58    |
| 3   | Spanien            | Roberto Heras        | 9     |
| 4   | Vereinigte Staaten | George Hincapie      | 59    |
| 5   | Luxemburg          | Benoît Joachim       | 89    |
| 6   | Vereinigte Staaten | Floyd Landis         | 61    |
| 7   | Tschechien         | Pavel Padrnos        | 69    |
| 8   | Kolumbien          | Víctor Hugo Peña     | 73    |
| 9   | Spanien            | José Luis Rubiera    | 22    |

| Nr. | Land               | Name                | Platz |
| --- | ------------------ | ------------------- | ----- |
| 11  | Deutschland        | Erik Zabel          | 82    |
| 12  | Deutschland        | Rolf Aldag          | 72    |
| 13  | Deutschland        | Udo Bölts           | 48    |
| 14  | Italien            | Gian Matteo Fagnini | 101   |
| 15  | Italien            | Giuseppe Guerini    | 80    |
| 16  | Deutschland        | Danilo Hondo        | 104   |
| 17  | Vereinigte Staaten | Bobby Julich        | 37    |
| 18  | Vereinigte Staaten | Kevin Livingston    | 56    |
| 19  | Deutschland        | Steffen Wesemann    | 99    |

| Nr. | Land        | Name                     | Platz |
| --- | ----------- | ------------------------ | ----- |
| 21  | Spanien     | Joseba Beloki            | 2     |
| 22  | Portugal    | José Azevedo             | 6     |
| 23  | Spanien     | Álvaro González Galdeano | A 10. |
| 24  | Spanien     | Igor González Galdeano   | 5     |
| 25  | Deutschland | Jörg Jaksche             | 31    |
| 26  | Spanien     | Isidro Nozal Vega        | 38    |
| 27  | Spanien     | Abraham Olano            | 78    |
| 28  | Spanien     | Mikel Pradera            | 76    |
| 29  | Spanien     | Marcos Serrano           | 33    |

| Nr. | Land      | Name                   | Platz |
| --- | --------- | ---------------------- | ----- |
| 31  | Spanien   | Óscar Sevilla          | A 16. |
| 32  | Kolumbien | Santiago Botero        | 4     |
| 33  | Spanien   | Francisco Cabello      | 111   |
| 34  | Spanien   | José Javier Gómez      | A 13. |
| 35  | Spanien   | José Enrique Gutiérrez | 29    |
| 36  | Spanien   | Santiago Pérez         | A 11. |
| 37  | Spanien   | Toni Tauler            | A 12. |
| 38  | Spanien   | José Ángel Vidal       | 134   |
| 39  | Spanien   | Constantino Zaballa    | 116   |

| Nr. | Land                   | Name               | Platz |
| --- | ---------------------- | ------------------ | ----- |
| 41  | Kasachstan             | Andrei Kiwiljow    | 21    |
| 42  | Spanien                | Daniel Atienza     | A 17. |
| 43  | Spanien                | Íñigo Cuesta       | 49    |
| 44  | Spanien                | Bingen Fernández   | 79    |
| 45  | Italien                | Massimiliano Lelli | 14    |
| 46  | Belgien                | Nico Mattan        | 123   |
| 47  | Vereinigtes Konigreich | David Millar       | 68    |
| 48  | Frankreich             | David Moncoutié    | 13    |
| 49  | Frankreich             | Cédric Vasseur     | 55    |

| Nr. | Land               | Name             | Platz |
| --- | ------------------ | ---------------- | ----- |
| 51  | Frankreich         | Laurent Jalabert | 42    |
| 52  | Vereinigte Staaten | Tyler Hamilton   | 15    |
| 53  | Italien            | Andrea Peron     | 53    |
| 54  | Danemark           | Jakob Piil       | 125   |
| 55  | Lettland           | Arvis Piziks     | 152   |
| 56  | Danemark           | Michael Sandstød | A 11. |
| 57  | Spanien            | Carlos Sastre    | 10    |
| 58  | Danemark           | Nicki Sørensen   | 20    |
| 59  | Belgien            | Paul Van Hyfte   | 120   |

| Nr. | Land               | Name               | Platz |
| --- | ------------------ | ------------------ | ----- |
| 61  | Frankreich         | Christophe Moreau  | A 15. |
| 62  | Frankreich         | Frédéric Bessy     | 67    |
| 63  | Frankreich         | Sébastien Hinault  | 147   |
| 64  | Norwegen           | Thor Hushovd       | 112   |
| 65  | Frankreich         | Anthony Langella   | 148   |
| 66  | Frankreich         | Anthony Morin      | 90    |
| 67  | Australien         | Stuart O’Grady     | 77    |
| 68  | Vereinigte Staaten | Jonathan Vaughters | A 11. |
| 69  | Deutschland        | Jens Voigt         | 110   |

| Nr. | Land               | Name             | Platz  |
| --- | ------------------ | ---------------- | ------ |
| 71  | Frankreich         | Richard Virenque | 16     |
| 72  | Belgien            | Dave Bruylandts  | ZÜ 16. |
| 73  | Italien            | Enrico Cassani   | 124    |
| 74  | Niederlande        | Servais Knaven   | 137    |
| 75  | Tschechien         | Tomáš Konečný    | 65     |
| 76  | Belgien            | Axel Merckx      | 28     |
| 77  | Vereinigte Staaten | Fred Rodriguez   | ZÜ 16. |
| 78  | Niederlande        | Léon van Bon     | 129    |
| 79  | Polen              | Piotr Wadecki    | 43     |

| Nr. | Land     | Name             | Platz |
| --- | -------- | ---------------- | ----- |
| 81  | Italien  | Ivan Basso       | 11    |
| 82  | Italien  | Fabio Baldato    | 132   |
| 83  | Italien  | Wladimir Belli   | 45    |
| 84  | Ukraine  | Wolodymyr Hustow | 40    |
| 85  | Ukraine  | Serhij Hontschar | 64    |
| 86  | Russland | Sergei Iwanow    | 81    |
| 87  | Italien  | Nicola Loda      | 121   |
| 88  | Italien  | Oscar Pozzi      | A 12. |
| 89  | Italien  | Marco Velo       | 54    |

| Nr. | Land       | Name              | Platz |
| --- | ---------- | ----------------- | ----- |
| 91  | Frankreich | Nicolas Vogondy   | 19    |
| 92  | Frankreich | Sandy Casar       | 83    |
| 93  | Frankreich | Jimmy Casper      | A 16. |
| 94  | Australien | Baden Cooke       | 127   |
| 95  | Frankreich | Jacky Durand      | S 12. |
| 96  | Frankreich | Frédéric Guesdon  | A 17. |
| 97  | Australien | Bradley McGee     | 109   |
| 98  | Frankreich | Christophe Mengin | 86    |
| 99  | Frankreich | Jean-Cyril Robin  | 32    |

| Nr. | Land               | Name             | Platz |
| --- | ------------------ | ---------------- | ----- |
| 101 | Vereinigte Staaten | Levi Leipheimer  | 8     |
| 102 | Niederlande        | Michael Boogerd  | 12    |
| 103 | Niederlande        | Bram de Groot    | 133   |
| 104 | Niederlande        | Erik Dekker      | 136   |
| 105 | Niederlande        | Addy Engels      | 94    |
| 106 | Niederlande        | Karsten Kroon    | 146   |
| 107 | Deutschland        | Grischa Niermann | 51    |
| 108 | Belgien            | Marc Wauters     | 91    |
| 109 | Schweiz            | Beat Zberg       | 27    |

| Nr. | Land       | Name             | Platz  |
| --- | ---------- | ---------------- | ------ |
| 111 | Frankreich | Didier Rous      | A 7.   |
| 112 | Frankreich | Walter Bénéteau  | 117    |
| 113 | Frankreich | Franck Bouyer    | 114    |
| 114 | Frankreich | Sylvain Chavanel | 36     |
| 115 | Frankreich | Emmanuel Magnien | 96     |
| 116 | Frankreich | Damien Nazon     | 151    |
| 117 | Frankreich | Jérôme Pineau    | 87     |
| 118 | Frankreich | Franck Renier    | 85     |
| 119 | Frankreich | François Simon   | ZÜ 12. |

| Nr. | Land       | Name              | Platz |
| --- | ---------- | ----------------- | ----- |
| 121 | Spanien    | Óscar Freire      | NA 8. |
| 122 | Ungarn     | László Bodrogi    | 62    |
| 123 | Belgien    | Fabien De Waele   | A 12. |
| 124 | Spanien    | Pedro Horrillo    | 107   |
| 125 | Sudafrika  | Robert Hunter     | 97    |
| 126 | Frankreich | Miguel Martinez   | 44    |
| 127 | Belgien    | Tom Steels        | A 5.  |
| 128 | Italien    | Andrea Tafi       | 106   |
| 129 | Osterreich | Gerhard Trampusch | 63    |

| Nr. | Land     | Name                     | Platz |
| --- | -------- | ------------------------ | ----- |
| 131 | Russland | Denis Menchow            | 93    |
| 132 | Polen    | Dariusz Baranowski       | 24    |
| 133 | Spanien  | Santiago Blanco          | 57    |
| 134 | Italien  | Marzio Bruseghin         | 47    |
| 135 | Spanien  | Vicente García Acosta    | 122   |
| 136 | Spanien  | David Latasa             | 84    |
| 137 | Spanien  | Francisco Mancebo        | 7     |
| 138 | Spanien  | Unai Osa                 | 18    |
| 139 | Spanien  | Javier Pascual Rodríguez | 95    |

| Nr. | Land        | Name              | Platz |
| --- | ----------- | ----------------- | ----- |
| 141 | Belgien     | Rik Verbrugghe    | NA 6. |
| 142 | Belgien     | Mario Aerts       | 50    |
| 143 | Belgien     | Serge Baguet      | 105   |
| 144 | Belgien     | Christophe Brandt | 35    |
| 145 | Belgien     | Hans De Clercq    | 145   |
| 146 | Belgien     | Thierry Marichal  | 126   |
| 147 | Australien  | Robbie McEwen     | 130   |
| 148 | Russland    | Gennadi Michailow | 92    |
| 149 | Niederlande | Aart Vierhouten   | NA 8. |

| Nr. | Land         | Name                  | Platz  |
| --- | ------------ | --------------------- | ------ |
| 151 | Italien      | Marco Serpellini      | 74     |
| 152 | Lettland     | Raivis Belohvoščiks   | 118    |
| 153 | Schweiz      | Rubens Bertogliati    | 138    |
| 154 | Italien      | Alessandro Cortinovis | 140    |
| 155 | Belgien      | Ludo Dierckxsens      | 108    |
| 156 | Brasilien    | Luciano Pagliarini    | NA 12. |
| 157 | Italien      | Marco Pinotti         | A 5.   |
| 158 | Litauen 1989 | Raimondas Rumšas      | 3      |
| 159 | Tschechien   | Ján Svorada           | 131    |

| Nr. | Land           | Name               | Platz  |
| --- | -------------- | ------------------ | ------ |
| 161 | Spanien        | David Etxebarria   | 60     |
| 162 | Spanien        | Gorka Arrizabalaga | 142    |
| 163 | Venezuela 1954 | Unai Etxebarria    | 141    |
| 164 | Spanien        | Igor Flores        | 153    |
| 165 | Spanien        | Gorka González     | ZÜ 12. |
| 166 | Spanien        | Roberto Laiseka    | 46     |
| 167 | Spanien        | Iban Mayo          | 88     |
| 168 | Spanien        | Samuel Sánchez     | ZÜ 12. |
| 169 | Spanien        | Haimar Zubeldia    | 39     |

| Nr. | Land       | Name               | Platz |
| --- | ---------- | ------------------ | ----- |
| 171 | Italien    | Dario Frigo        | 25    |
| 172 | Italien    | Massimo Apollonio  | 139   |
| 173 | Italien    | Gianluca Bortolami | 75    |
| 174 | Italien    | Paolo Bossoni      | A 13. |
| 175 | Italien    | Massimo Donati     | A 17. |
| 176 | Slowenien  | Andrej Hauptman    | A 12. |
| 177 | Osterreich | Peter Luttenberger | A 14. |
| 178 | Italien    | Eddy Mazzoleni     | 70    |
| 179 | Italien    | Mauro Radaelli     | 135   |

| Nr. | Land       | Name                 | Platz  |
| --- | ---------- | -------------------- | ------ |
| 181 | Russland   | Alexander Botscharow | 30     |
| 182 | Frankreich | Christophe Agnolutto | 144    |
| 183 | Frankreich | Stéphane Bergès      | 150    |
| 184 | Spanien    | Íñigo Chaurreau      | 41     |
| 185 | Frankreich | Andy Flickinger      | 103    |
| 186 | Estland    | Jaan Kirsipuu        | A 11.  |
| 187 | Frankreich | Thierry Loder        | 98     |
| 188 | Frankreich | Christophe Oriol     | ZÜ 16. |
| 189 | Frankreich | Ludovic Turpin       | 71     |

| Nr. | Land            | Name               | Platz |
| --- | --------------- | ------------------ | ----- |
| 191 | Schweiz         | Laurent Dufaux     | A 16. |
| 192 | Italien         | Andrea Brognara    | 119   |
| 193 | Italien         | Stefano Casagranda | A 12. |
| 194 | Italien         | Davide Casarotto   | 149   |
| 195 | Italien         | Ivan Gotti         | 23    |
| 196 | Slowenien       | Martin Hvastija    | 128   |
| 197 | Moldau Republik | Ruslan Ivanov      | A 12. |
| 198 | Italien         | Cristian Moreni    | 66    |
| 199 | Kasachstan      | Alexander Schefer  | A 6.  |

| Nr. | Land       | Name                | Platz |
| --- | ---------- | ------------------- | ----- |
| 201 | Frankreich | Patrice Halgand     | 52    |
| 202 | Frankreich | Stéphane Augé       | 115   |
| 203 | Frankreich | Jérôme Bernard      | 102   |
| 204 | Frankreich | Laurent Brochard    | 26    |
| 205 | Frankreich | Cyril Dessel        | 113   |
| 206 | Frankreich | Christophe Edaleine | 100   |
| 207 | Frankreich | Stéphane Goubert    | 17    |
| 208 | Frankreich | Laurent Lefèvre     | 34    |
| 209 | Frankreich | Eddy Seigneur       | 143   |

A: Aufgabe während der Etappe, NA: nicht zur Etappe angetreten, S: suspendiert/ausgeschlossen, ZÜ: Zeitüberschreitung